# Niceforo Foca il vecchio
Niceforo Foca, detto anche Niceforo Foca il vecchio o Niceforo Foca patrizio; in greco Νικηφόρος Φωκάς? (Kappadokia, 830 circa – Bisanzio, 896 circa), è stato un condottiero bizantino, capostipite della famiglia Foca, a cui appartenne anche l'imperatore bizantino Niceforo II Foca (X secolo).
In gioventù fece parte del seguito personale dell'imperatore Basilio I il Macedone, venendo rapidamente promosso dapprima a protostrator e poi a governatore militare (strategos) del Charsianon, dove combatté con successo gli Arabi. Nell'885 fu inviato dall'imperatore Basilio I, su richiesta del papa Giovanni VIII, a difendere i themata bizantini dell'Italia meridionale dai Saraceni. Nel biennio 885-886 rioccupò Bari e Taranto in Puglia, Santa Severina, Tropea e Amantea in Calabria, respingendo gli invasori saraceni in Sicilia e nelle altre terre di origine. Niceforo Foca conquistò inoltre anche i territori longobardi della Calabria e della Basilicata (il principato di Salerno e il ducato di Benevento divennero vassalli dell'Impero bizantino), portando così a termine la riunificazione di quasi tutta l'Italia meridionale sotto la sovranità di Bisanzio. Alla morte di Basilio I (886), fu richiamato in patria dal nuovo imperatore Leone VI il Saggio e promosso a Domestico delle Scholae, venendo inviato dapprima in Macedonia, contro i Bulgari di Simeone I, e successivamente in Siria contro i Musulmani.
Si spense intorno all'895/6 o, meno probabilmente, intorno al 900. I coevi e gli storici posteriori ne lodarono il carattere e le doti militari. Entrambi i figli gli succedettero come Domestici delle Scholae. I suoi nipoti (figli del figlio) Niceforo e Leone furono allo stesso modo abili generali, soprattutto il primo dei due che fu imperatore tra il 963 e il 969, recuperando diversi territori in precedenza perduti in favore degli Arabi.

## Biografia

### Infanzia e inizi di carriera
Niceforo era il figlio del capostipite della famiglia Foca, un uomo di nome Foca, nativo della Cappadocia. Nel corso di una delle campagne militari dell'imperatore Basilio I il Macedone (r. 867-886), probabilmente intorno all'872, il padre di Niceforo si fece notare dall'imperatore e fu promosso al grado di tourmarches. Allo stesso tempo Niceforo, ancora giovane, fu ammesso al seguito imperiale, e in breve tempo fu assunto tra le guardie del corpo dei manglabitai. Potrebbe aver preso parte alla campagna militare di Basilio contro Samosata dell'873.
Poco tempo dopo, in ogni caso prima del 878, Niceforo fu promosso al grado di protostrator e ricevette in dono dall'imperatore un palazzo in prossimità della Chiesa di Santa Tecla. Infine fu elevato alla carica di governatore militare (strategos) del Thema di Charsianon, conseguendo nel corso del suo mandato, secondo i continuatori di Giorgio Monaco, "numerosi" ma non meglio specificati successi contro gli Arabi.

### Campagne nel Sud Italia
Niceforo rimase al comando del Charsianon fino alla sua assunzione come comandante supremo (monostrategos, "generale unico") dell'esercito bizantino in Italia meridionale, in sostituzione di Stefano Massenzio, che era stato sconfitto dagli Arabi. Ciò si verificò nel 885, secondo la datazione tradizionale. È plausibile, tuttavia, che Niceforo fosse stato già inviato in Italia in precedenza, alla testa di un distaccamento scelto di truppe dal Charsianon, che Teofane Continuato attesta come parte delle truppe di Massenzio. Aveva a disposizione truppe provenienti da diversi themata occidentali (Tracia, Macedonia, Cefalonia, Longobardia e Calabria), ma Teofane Continuato attesta che Niceforo ricevette ulteriori rinforzi dai themata della Asia Minore, tra cui un distaccamento di Pauliciani. Il mandato di Niceforo in Italia durò fino al suo richiamo a Costantinopoli in seguito all'ascesa di Leone VI il Saggio, alla fine dell'886. Shaun Tougher, tuttavia, colloca l'invio di Niceforo in Italia solo dopo l'ascesa di Leone VI, dal momento che Leone nei suoi scritti si attribuisce il merito di averlo inviato, sostenendo che il suo richiamo andrebbe posticipato all'887 circa.
Bisanzio si era disinteressata dei suoi territori residui nel Sud Italia per circa un secolo, ma l'ascesa di Basilio il Macedone cambiò questo stato di cose: a partire dal 868, la flotta imperiale e la diplomazia furono impiegate nel tentativo di rendere sicuro il Mar Adriatico dalle scorrerie dei Saraceni, nonché di ristabilire il controllo bizantino sulla Dalmazia e di riguadagnare terreno nel Sud Italia. Otranto era stata sottratta ai Saraceni nel 873, e Bari nel 876. Secondo le fonti bizantine, nel corso del suo mandato in Italia Niceforo recuperò numerose città cadute in mano araba negli anni precedenti, tra cui Taranto, Bari, Santa Severina, Reggio e Taormina, Tropai (Tropea) e soprattutto Amantia, che Massenzio aveva precedentemente assaltato senza successo. Secondo i continuatori di Giorgio Monaco, stava assediando Amantia quando gli giunse la notizia della morte di Basilio I e del suo richiamo per decisione di Leone VI; Niceforo mantenne segreta la notizia finché non riuscì a persuadere la guarnigione araba alla capitolazione in cambio della garanzia di un salvacondotto.
Nel corso del suo mandato in Italia rafforzò la posizione bizantina insediando nella regione molti Armeni nonché 1000 schiavi manomessi (cioè affrancati) donati dalla vecchia benefattrice di Basilio I, la vedova Danielis. Il generale si preoccupò di rafforzare la difesa dei territori dai Saraceni, invitando le popolazioni a stabilirsi in kastellion, borghi posti nelle alture più facilmente difendibili grazie alla configurazione naturale del terreno, secondo il motto "Ascendant ad montes" (traducibile con "Si stabiliscano sui monti"). Lo storico del XI secolo Giovanni Scilitze riporta peraltro che Niceforo pose fine agli abusi ai danni delle popolazioni locali e, in particolare, alla pratica attuata dai soldati bizantini di ritorno in Oriente di portare con sé italiani locali per venderli come schiavi. Secondo Scilitze, gli italiani a lui grati dedicarono una chiesa a San Foca in suo onore. Al tempo del richiamo, aveva esteso la dominazione bizantina su gran parte della Puglia e della Calabria. Queste vittorie posero le basi per la riconquista bizantina di gran parte del Sud Italia che fu proseguita sotto i suoi successori, culminando nella costituzione del thema di Longobardia intorno al 892. Le regioni di Puglia, Calabria e Basilicata sarebbero rimaste saldamente sotto la dominazione bizantina fino al XI secolo.

### Domestico delle Scholae e la guerra con la Bulgaria
I successi in Italia assicurarono a Niceforo un'accoglienza con tutti gli onori al ritorno a Costantinopoli, ma non viene più menzionato per alcuni anni, fino allo scoppio della guerra con la Bulgaria nel 894. Nel frattempo, fu elevato al grado di patrikios e promosso a Domestico delle Scholae, cioè comandante supremo dell'esercito bizantino, in seguito alla morte del predecessore, Andrea lo Scita.

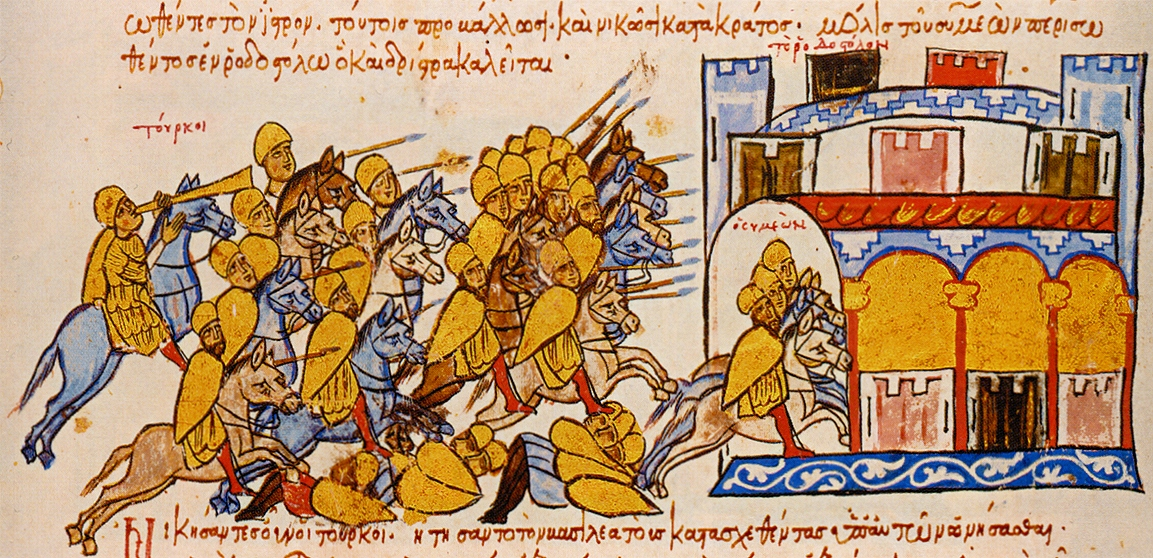
I Magiari inseguono Simeone fino a Dorystolon (miniatura tratta dallo Scilitze di Madrid)

Nel 895, fu spedito contro i Bulgari alla testa di un esercito imponente. Non è chiaro se Niceforo si fosse confrontato con i Bulgari in battaglia, in ogni caso una invasione dal nord dei Magiari, istigati dai Bizantini, e le azioni della marina bizantina attiva nel Danubio, costrinsero il sovrano bulgaro Simeone a negoziare una tregua, e i Bizantini si ritirarono.
Si tratta della ultima campagna a cui Niceforo Foca prese parte con certezza, e Simeone Logoteta riporta che morì nel 895/6. Si narra che la sua morte avesse incoraggiato lo zar Simeone a riaprire le ostilità, con un successo devastante contro il successore di Niceforo come Domestikos, Leone Katakalon. La posteriore cronaca di Teofane Continuato, tuttavia, riporta una differente versione dei fatti, secondo cui Niceforo cadde in disgrazia e fu destituito per aver rifiutato la proposta di una alleanza matrimoniale con il potente primo ministro di Leone, Stylianos Zaoutzes. Dopo un periodo senza ricevere incarichi, Niceforo fu poi nominato strategos o del Charsianon o del Thema tracesiano, rimanendo in carica fino alla morte intorno al 900 mentre combatteva gli Arabi. Due opere di Leone VI, i Tactica e la successiva De velitatione, menzionano inoltre un'incursione vittoriosa in Cilicia condotta da Niceforo in risposta all'assalto arabo alla fortezza di Mistheia nel Thema Anatolico. Avendo affidato ai strategoi degli Anatolici e del Thema Opsiciano il compito di respingere l'invasione araba, Niceforo condusse le proprie truppe a devastare la zona di Adana, facendo molti prigionieri, e confuse gli Arabi scegliendo un percorso differente al ritorno, riuscendo così a evitare l'esercito arabo inviato per bloccarne la ritirata. Questa incursione non datata probabilmente ebbe luogo negli anni immediatamente precedenti o successivi alla guerra con la Bulgaria.
Finora non si è giunti a nessuna conclusione definitiva sulla data della morte di Niceforo, ma la maggioranza degli studiosi moderni, come Jean-Claude Cheynet, diffidano della versione dei fatti tramandata da Teofane Continuato. Sarebbe stato alquanto insolito per un ex Domestikos essere assunto nella posizione subordinata di strategos di un thema, e vi è ragione di dubitare dell'autenticità del racconto secondo cui Zaoutzes avrebbe visto in Niceforo un potenziale futuro imperatore e gli avrebbe offerto la mano di una—altrimenti non attestata—figlia.

## Importanza storica

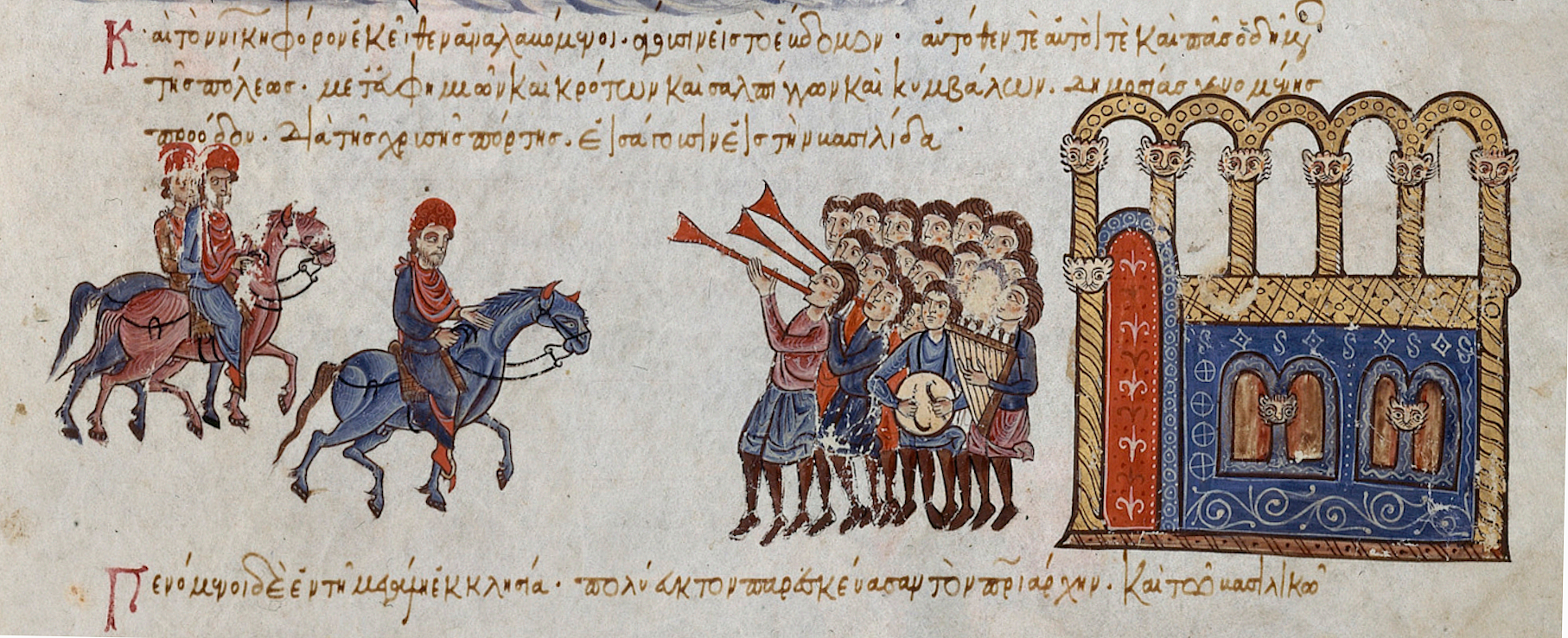
Niceforo II entra a Costantinopoli da imperatore attraverso la Porta Aurea nel 963

Le fonti storiche concordano sul fatto che Niceforo Foca fosse un militare dotato. Leone VI ne loda il talento militare nei Tactica, e gli viene attribuita la invenzione di un'arma atta a contrastare la cavalleria nel corso della campagna contro i Bulgari. Scilitze lo considera un "uomo coraggioso e prudente, pio verso Dio e giusto verso gli uomini".
La popolarità di Niceforo Foca nell'Italia meridionale è rimasta alta per molti secoli. Michele Amari lo definì "uomo d'alto stato e di grandissimo animo (...) savio e forte", un eroe magnanimo che avrebbe beffato i propri soldati pur di salvaguardare la libertà delle popolazioni sconfitte, tanto che alcune località avrebbero adottato, in suo onore, San Foca come proprio patrono. Una tradizione secolare lega la fondazione di Francavilla Angitola e della stessa Catanzaro a una Rocca Niceforo battezzata in ricordo del generale bizantino. Alcune diocesi dell'Italia meridionale, per esempio Santa Severina e Nicastro o le soppresse diocesi di Amantea e Belcastro, fanno risalire tradizionalmente la loro fondazione al generale bizantino e alla sua strategia tesa a rafforzare i legami dei territori riconquistati con l'impero d'oriente.
Dei figli di Niceforo Foca il vecchio si ricordano: 
- Leone (870 circa – 919), il quale contese il potere a Romano I Lecapeno, che lo sconfisse in battaglia, lo fece accecare e uccidere;
- Barda (878 circa - 968 circa), il quale contribuì alla disfatta dei Rus' di Kiev (che avevano attaccato Bisanzio nel 944), alla lotta contro gli Arabi in Asia e all'ascesa al trono, per usurpazione, del figlio Niceforo II Foca.

Essi seguirono le sue orme raggiungendo entrambi la posizione di Domestico delle Scholae. Inoltre i figli di Barda, Niceforo e Leone Foca il giovane, seguirono le orme del nonno, con il primo che divenne imperatore come Niceforo II tra il 963 e il 969. Sia Leone sia Niceforo II conseguirono importanti successi contro gli Arabi, con il secondo in particolare che condusse le riconquiste di Creta, Cipro, Cilicia e Antiochia.